# Пароходное «Общество по реке Вятке»
Пароходное «Общество по реке Вятке» — компания водного транспорта Российской империи.
Осуществляло перевозки грузов и пассажиров на транспортных судах по рекам Вятка, Кама и Волга в период с 1900 по 1918 год.

## История
20 марта 1900 года вятские пароходовладельцы Т. Ф. Булычев, Я. Ф. Тырышкин и П. И. Александров, объединившись, создали пароходное «Общество по реке Вятке», преобразованное в 1902 году в «Товарищество Вятско-Волжского пароходства». Основной капитал фирмы составил около 3 миллионов рублей. Директором-распорядителем нового акционерного предприятия стал Тихон Булычев, членом правления был Яков Тырышкин.
Отец Тихона Булычёва — Филипп Булычёв, занимался пароходством и оставил своему сыну два парохода. Еще через четыре года у Тихона было уже 7 пароходов: «Булычёв», «Гражданин», «Дед», «Николай», «Потомственный», «Любимец», «Основатель». В Товариществе «Общество по реке Вятке» он владел  1553 паями.
Занимаясь первоначально извозом, Яков Тырышкин также занялся пароходством и если первоначально его флот был небольшим, то к середине 1880-х годов его «Пароходство и транспортирование кладей Я. Ф. Тырышкина» заняло второе место по объёмам перевозок пассажиров и грузов по реке Вятке после Тихона Булычёва. В конце XIX века флот Тырышкина насчитывал 12 пароходов, и он конкурировал в перевозке грузов и пассажиров с Булычёвым, который в тот период владел 19 пароходами. В общее владение Товариществу «Общество по реке Вятке» Тырышкин, помимо 12 пароходов, передал 34 баржи и баркаса, 8 пристанских дебаркадеров. В правлении Товарищества он занял пост директора, владея вместе с сыновьями Александром и Иваном 960 паями. Его трое сыновей работали агентами фирмы: Александр — в Москве, Павел — в Астрахани, Иван — в Саратове и Казани.
Пётр Александров был внуком купца Василия Васильевича Александрова (1802—1869), который купил в Казани пароход, дав ему имя «Александров». После смерти Василия Васильевича его сын — Иван Васильевич Александров (1827—1893) подыскал на пароход нового капитана, продолжив его эксплуатацию. Одним пароходом Иван Васильевич владел чуть больше двадцати лет, купив затем  второе судно — буксирный пароход «Братья». В 1897 году флот торгового дома «Коммерции советника И. В. Александрова наследники» пополнился новым буксирным пароходом «Бабушка». В 1898 году в списке флота братьев Александровых появился пароход «Сёстры». После этого были приобретены два однотипных грузо-пассажирских парохода «Отец» и «Дед». Дело отца продолжил сын Пётр Иванович Александров, став третьим по размеру судовладельцем после Булычёва и Тарышкина. Пётр Иванович понял, что время  судовладельцев-одиночек прошло и присоединился к «Обществу по реке Вятке».
Дела пароходной компании шли хорошо, она фактически оказалась монополистом в вятском пароходстве и в 1904 году это акционерное предприятие владело 36 пассажирскими и буксирными пароходами, а также более 100 баржами, баркасами и другими судами. Все суда Товарищества были неплохо оснащены: многие из них были так называемого американского типа — двухпалубные. На пароходах имелось электрическое освещение и нефтяное отопление.
Так продолжалось до Октябрьской революции, после которой в 1918 году весь флот пароходной компании был национализирован большевиками. После Гражданской войны вятский флот послужил источником для восстановления пароходств новой страны. 

## Фотогалерея

Речные суда пароходного общества
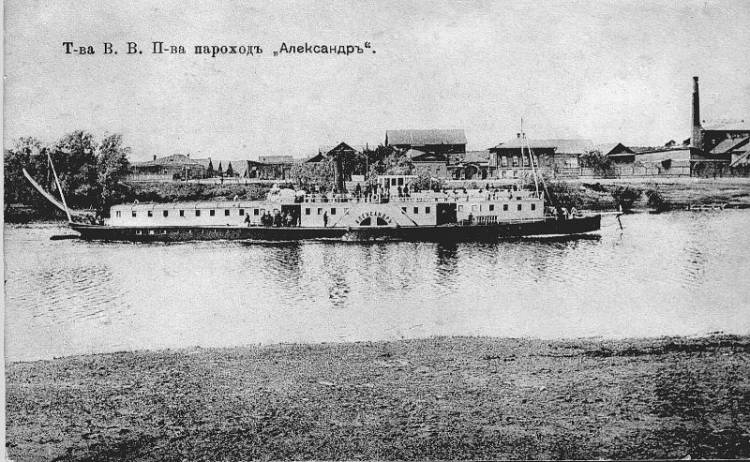
Пароход «Александр»
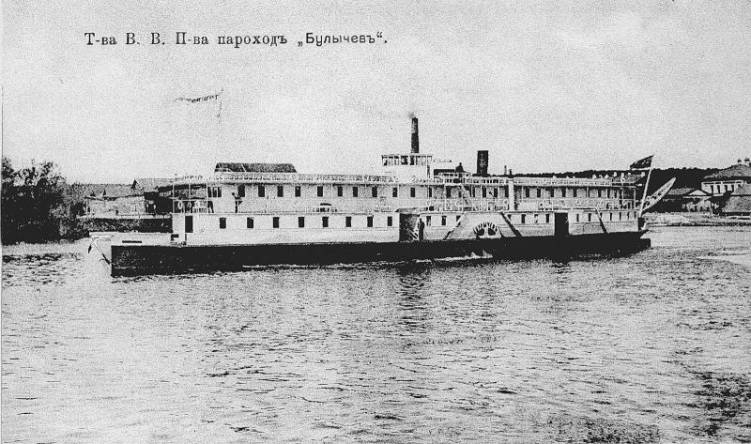
Пароход «Булычев»
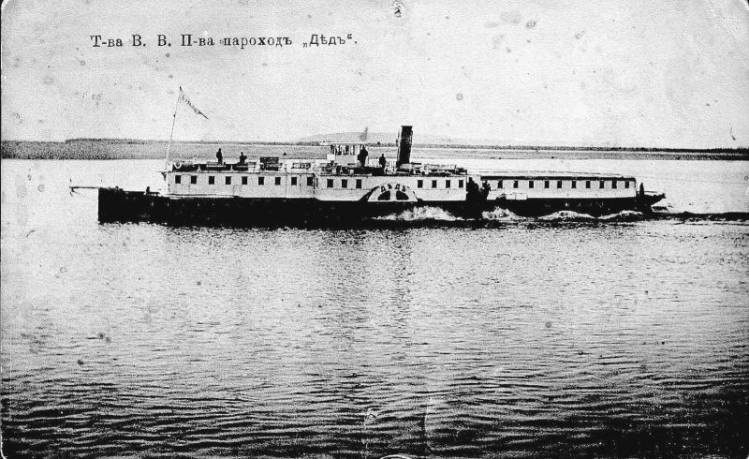
Пароход «Дед»
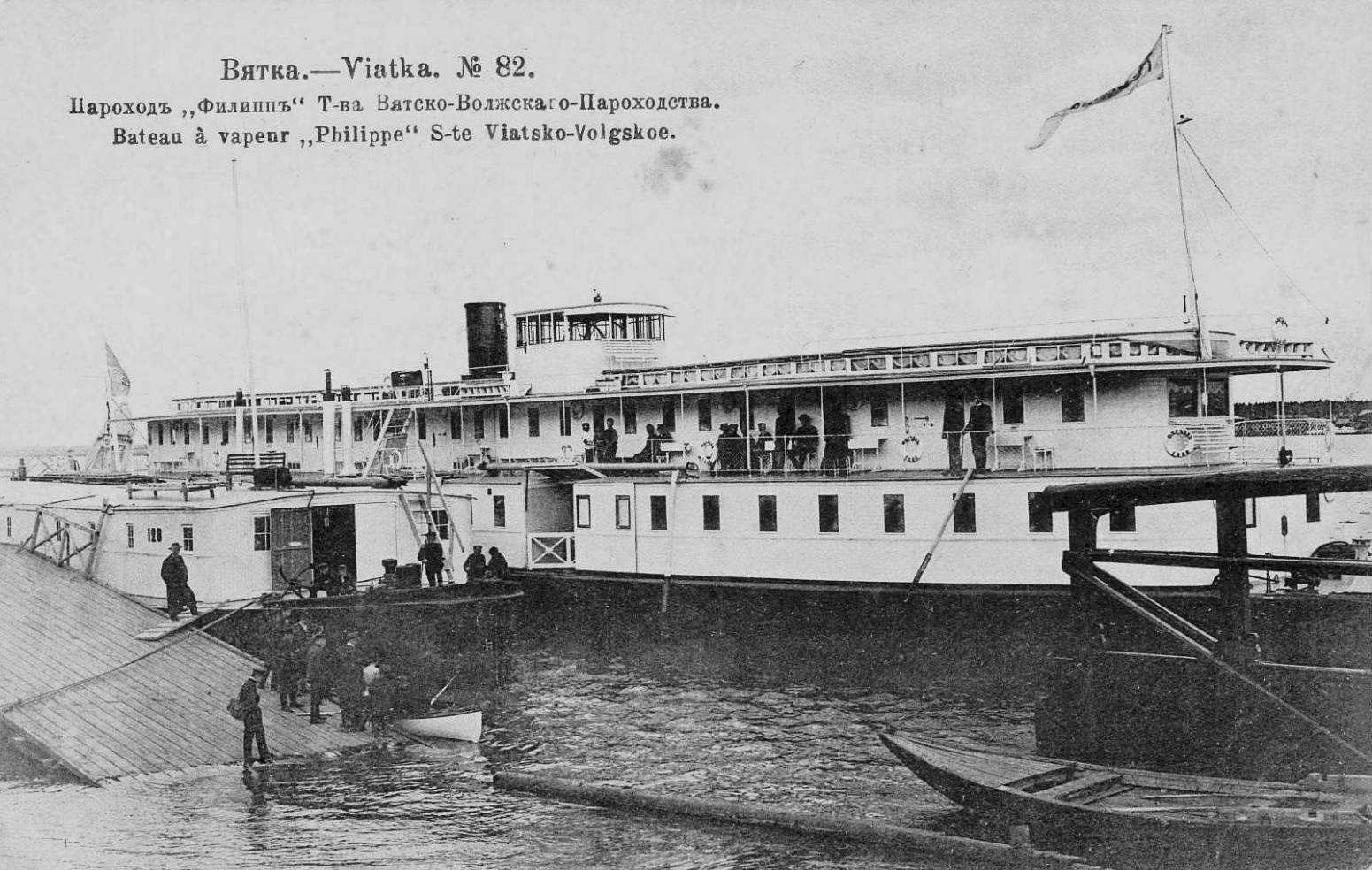
Пароход «Филипп»